# 卡巴纳克卡佐
卡巴纳克卡佐（法語：Cabanac-Cazaux，法語發音：[kabanak kazo]）是法国上加龙省的一个市镇，属于圣戈当区。

## 地理
卡巴纳克卡佐（43°1'59"N, 0°44'21"E）面积3.81 平方千米，位于法国奧克西塔尼大區上加龙省，该省份为法国西南部内陆省份，西南端与西班牙接壤，自此顺时针与上比利牛斯省、热尔省、塔恩-加龙省、塔恩省、奥德省和阿列日省接壤。
与卡巴纳克卡佐接壤的市镇（或旧市镇、城区）包括：阿斯佩、昂科斯莱泰尔姆、伊佐德洛泰勒、佩苏、雷加德。
卡巴纳克卡佐的时区为UTC+01:00、UTC+02:00（夏令时）。

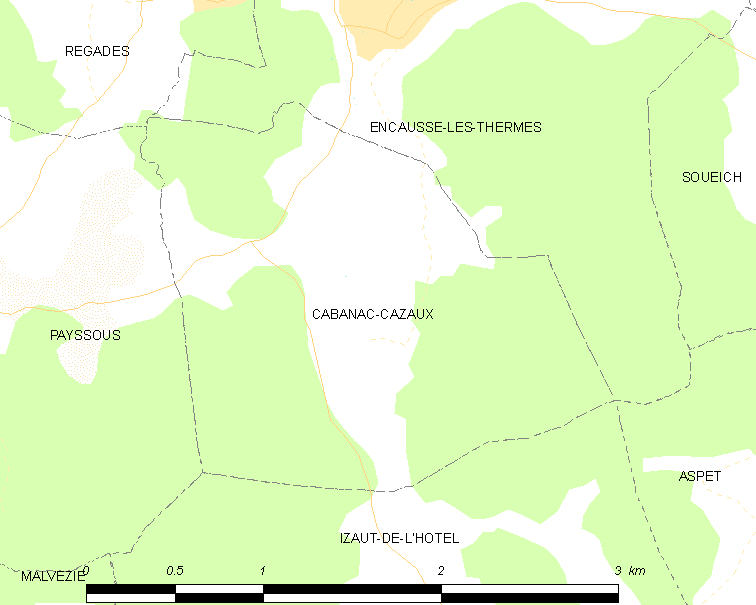
卡巴纳克卡佐的OSM定位图

## 行政
卡巴纳克卡佐的邮政编码为31160，INSEE市镇编码为31095。

## 政治
卡巴纳克卡佐所属的省级选区为巴涅尔德吕雄县。

## 人口

1962-2008年间卡巴纳克卡佐人口变化图示

卡巴纳克卡佐于2022年1月1日时的人口数量为130人。